# Столкновение над Юхновом
1. перенаправление Столкновение над Юхновским районом